# Distretto di Kavrepalanchok
Kavrepalanchok (in nepalese काभ्रेपलान्चोक जिल्ला, anche traslitterato come Kavre Palanchok, Kavre, Kabhrepalanchok, Kavrepalanchowk, Kavreplanchok) è uno dei distretti amministrativi (जिल्ला, jilla) in cui è diviso il Nepal e uno dei 13 che costituiscono la provincia di Bagmati. 
Fino al 2015 faceva parte della zona di Bagmati nella Regione Centrale.
Si estende per 1396 km² a est della capitale Katmandu e il suo capoluogo è Dhulikhel.
Ha una popolazione di 385 672 abitanti in maggioranza di etnia tamang. Il 64,8% della popolazione è di religione induista, il 34,7% buddhista.
È un'area rurale e povera, dove l'analfabetismo raggiunge il 58,3% tra le donne e il 28,4% tra gli uomini. Il distretto è considerato dalle autorità nepalesi ad alto rischio di malaria.
Nel gennaio del 2008 un'inchiesta del settimanale "L'Espresso" ha indicato quest'area come il principale serbatoio per il traffico di organi verso l'India.

## Geografia antropica

### Suddivisioni amministrative
Il distretto è suddiviso in 13 municipalità,sei urbane e sette rurali:
- Dhulikhel
- Banepa
- Panauti
- Panchkhal
- Namobuddha
- Mandandeupur
- Khani Khola
- Chauri Deurali
- Temal
- Bethanchok
- Bhumlu
- Mahabharat
- Roshi